# (4179) Toutatis
(4179) Toutatis – mała planetoida z grupy Apollo.

## Odkrycie
Planetoida ta została odkryta 4 stycznia 1989 roku w Caussols przez Christiana Pollasa. Jej nazwa wywodzi się od celtyckiego boga Teutatesa. 

## Orbita
(4179) Toutatis porusza się po bardzo eliptycznej orbicie o mimośrodzie 0,63. Średnia jej odległość od Słońca wynosi 2,53 j.a., a jeden obieg wokół niego zajmuje tej asteroidzie 4,03 roku. Ciało to wykazuje rezonans orbitalny z Jowiszem – na trzy obiegi planetoidy wokół Słońca przypada jeden obieg Jowisza (3:1).
29 września 2004 r. planetoida Toutatis zbliżyła się do Ziemi na odległość 1,5 mln km, a więc zaledwie cztery razy dalej niż Księżyc, mijając ją z prędkością 35 tys. km/godz. 12 grudnia 2012 r. asteroida ponownie zbliżyła się na odległość 6,9 mln km, poruszając się po orbicie o nachyleniu bardzo zbliżonym do płaszczyzny ekliptyki. Toutatis zaliczana jest do potencjalnie niebezpiecznych asteroid, czyli takich, które teoretycznie mogą uderzyć w Ziemię.

## Właściwości fizyczne
Jest to obiekt mający ponad 4,5 km długości i 2,5 km szerokości. Jest planetoidą typu S o albedo wynoszącym 0,13 i jasności absolutnej 15,3m. Obraca się wokół dwóch osi obrotu w czasie 5 dni i 10 godzin oraz 7 dni i 8 godzin. Temperatura na powierzchni wynosi średnio 174 K.

## Zdjęcia planetoidy
W dniu 13 grudnia 2012 r. przelotu w odległości 3,2 km od planetoidy dokonała chińska sonda Chang’e 2, która została tam skierowana po zakończeniu badań Księżyca. Podczas przelotu sonda wykonała serię zdjęć, najbliższe z odległości 93 km. Zdjęcia te potwierdziły kształt planetoidy odwzorowany na podstawie obserwacji radarowych, pokazały jednak jej powierzchnię ze znacznie dokładniejszymi szczegółami. Rozdzielczość zdjęć wynosiła 10 m/piksel.